# Cirolana cubensis
Cirolana (Anopsilana) cubensis là một loài chân đều trong họ Cirolanidae. Loài này được Hay miêu tả khoa học năm 1903.